# 호시노 미치오
호시노 미치오(일본어: 星野道夫, 영어: Michio Hoshino, 1952년 9월 27일~ 1996년 8월 8일)는 일본 지바현 출신의 자연 사진 작가이다. 10대 후반 청년시절 처음 알래스카로 떠난 이래 20여 년간 알래스카의 자연을 사진에 담아냈다.

## 생애
1952년 일본 지바현 이치카와시에서 태어났다. 1968년 여름 열여섯살의 나이로 이민선을 타고 2개월간 미국, 멕시코, 캐나다 등지를 홀로 여행했으며, 이 경험은 그에게 넓은 세계를 바라볼 수 있는 시야를 갖게 해 주었다. 1971년 게이오기주쿠 대학 경제학부에 입학하여 탐구부에서 활동하였으며, 열기구로 비와코 횡단과 최장 비행 기록에 도전했다.
19살 때 도쿄 시내 간다의 헌책방에서 알래스카 풍경을 다룬 '조지 모블리'의 사진집을 발견하여 에스키모 마을을 촬영한 사진을 본 후 그곳에 가보고 싶다는 생각에 사진 설명에 나와있는 쉬스마레프 마을의 촌장에게 편지를 보내었다. 반년 후 촌장으로부터 방문을 환영하는 답장이 도착하여 1973년 알래스카 쉬스마레프 마을에서 3개월 동안 에스키모 일가와 여름 한철을 보냈다. 이를 계기로 사진이라는 직업을 선택하게 되어 1976년 게이오기주쿠 대학 경제학부를 졸업한 후 야생동물 사진가 다나카 고조 씨의 조수로 2년간 일했다.
1978년 알래스카로 돌아와 알래스카 대학 야생 동물 관리학부에 입학했다. 이후 20여 년간 알래스카의 자연과 야생 동물, 그곳에 사는 사람들에 대한 사진작업을 시작하여 〈National Geographic〉, 〈Audubon〉, 〈주간 아사히〉, 〈아니마〉, 〈BE-PAL〉, 〈SINRA〉 등의 잡지에 작품을 발표했다. 1986년 《그리즐리》로 제3회 아니마상을 수상하고, 1990년 《알래스카, 바람 같은 이야기》로 제15회 기무라 이헤 사진상을 수상했다.
1996년 7월 22일 일본 TBS 텔레비전 프로그램 '동물 기상천외'의 취재를 위해 러시아 캄차카 반도 쿠릴 호반으로 이동하였으나, 8월 8일 곰의 출현 때문에 텐트에서 자지 말고 오두막으로 들어오라고 동행한 미국 사진작가가 설득했다. 하지만 그는 야생 곰은 지금 배부를 시기이기에 공격하지 않는다고 말하며 텐트에 잔류했다가 불곰의 습격을 받아 사망한다. 이 호시노 미치오 불곰 습격사건은 TBS의 증언이 사실인지 논란을 낳기도 했다.

## 작품

### 사진집
- 《알래스카, 바람 같은 이야기》(1991년)

### 수필
- 《여행하는 나무》(1994년)
- 《노던라이츠》(1997년)

### 사진 그림책
- 《숲으로》(1996년)
- 《곰아 : 언젠가 너를 만나고 싶었어》(1999년)